# Drilonereis zenkevitchi
Drilonereis zenkevitchi är en ringmaskart som beskrevs av Levenstein 1961. Drilonereis zenkevitchi ingår i släktet Drilonereis och familjen Oenonidae. Inga underarter finns listade i Catalogue of Life.